# バールム
 バールム（ノルウェー語: Bærum）は、ノルウェーのアーケシュフース県にある基礎自治体（以下、本稿では便宜上「市」と記述する）。行政の中心地はサンドヴィーカ町である。1838年1月1日に新設された。オスロの西の郊外にあたる。
住民一人あたりの所得と大卒の割合が全国で最も高い。市東部のオスロと接する地区は国内有数の高級住宅街で、文化人の地という固定観念が根付いている。ガバナンスと公共サービスの観点から、ノルウェーでもっとも住み良い街に選ばれたこともある。

## 基礎情報

### 地名
古ノルド語の Bergheimr に由来する。初めの berg は山、heimr は農家という意味で、コルソース山 (Kolsås) のふもとの農家を指すとみられている。古ノルド語の時代、現在のバールムは Bergheimr 教区（もしくは地区）という意味で Bergheimsherað と呼ばれた。

### 紋章
現在の紋章は1976年1月9日に制定されたもので、緑にシルバーの石灰窯が描かれている。中世から1800年ごろまで、石灰生産は重要な地場産業であった。市内ではいまもこのような窯が何箇所かみられる。

## 歴史
こんにちバールムと呼ばれる辺りは古来から肥よくな農地で、鉄器時代の遺物も発見されている。1200年ごろのスヴェレ・シグルツソンのサガに、初めてバールムの名がみえる。ハスルム (Haslum) とタヌム (Tanum) には12世紀の石造りの教会の廃墟が残る。

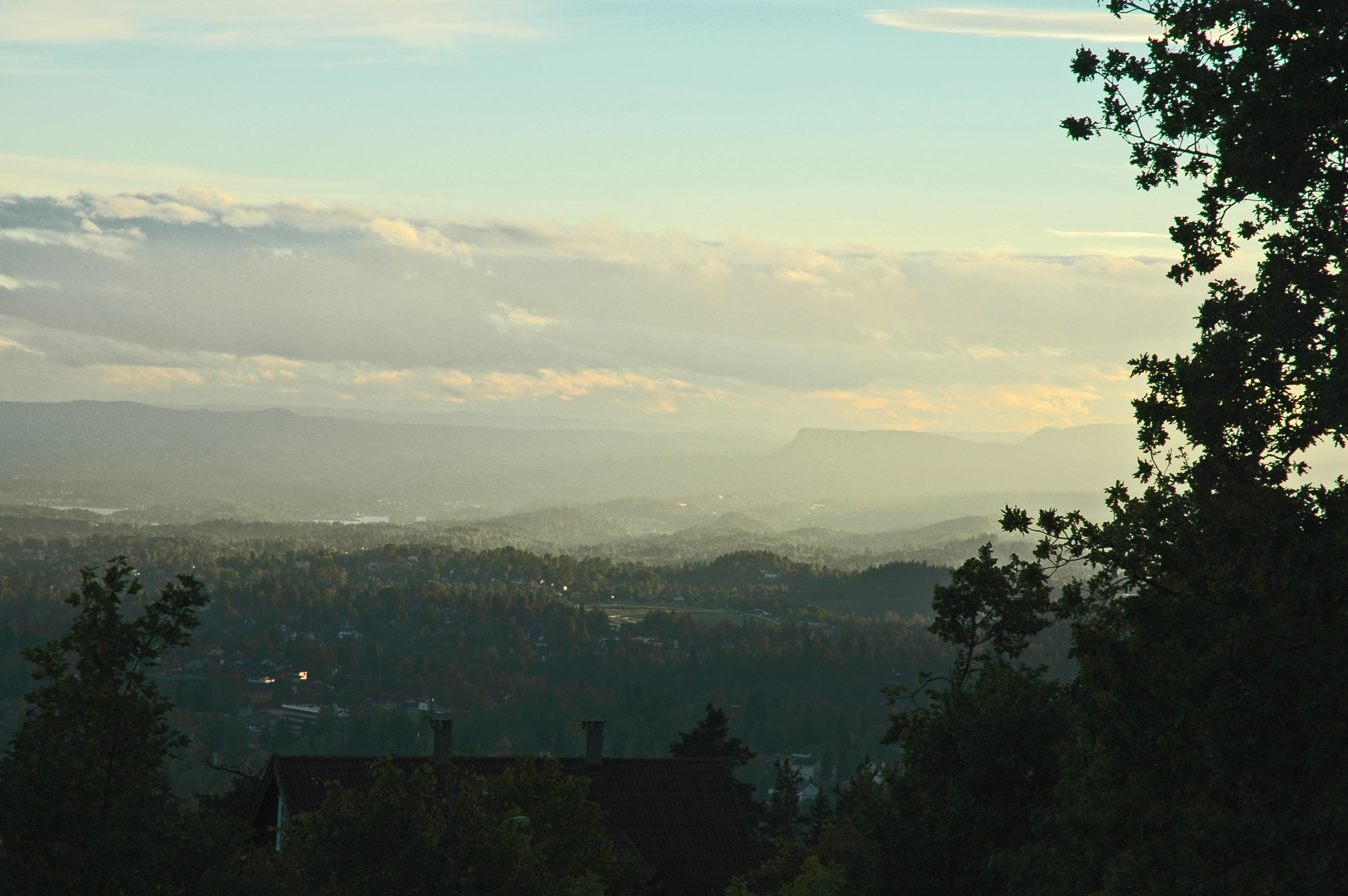
オスロのホルメンコーレンからバールムを望む

1030年から、この地はトロンハイムへ向かう巡礼の要衝になった。石灰窯の存在は850年にすでに確認でき、ステペンデン (Slependen) とサンドヴィーカ (Sandvika) の港から石灰が輸出された。
17世紀には鉄鉱石が発見された。数点の鉄製品がバールムス・ヴェルク (Bærums Verk) から見つかっている。リュサケール川 (Lysakerelven) とサンドヴィク川 (Sandvikselva) 流域では製紙、釘、製材、ガラス細工、レンガ造りなどが興った。農業も全域で展開され、いまでも当時の果樹園などを目の当たりにできる。ヨハン・フレドリク・エケシュベルグ(Johan Fredrik Eckersberg)が創立した市内の芸術学校からは、数多くの芸術家が巣立っていった。
20世紀の半ばから、市内では農地の宅地化が進んだ。現在、市内の宅地面積は64平方キロメートルにおよぶ一方、農地は17平方キロメートル近くに過ぎない。
2010年、その年のユーロビジョン・ソング・コンテストが市内で開催された。

## 地理
オスロ・フィヨルドに臨む海岸線は岩がちで、北部と東部の丘陵には森林が広がる。コルソース山が自然の中核をなすが、市は人里はなれたロンメダーレン谷 (Lommedalen) をも管轄している。リュサケール川、サンドヴィク川、ロンマ川 (Lomma) 、オーヴェルランド川 (Øverlandselva) の四つの河川と数多くの湖沼がある。市の花はアネモネ・ラヌンクロイデス（イエロー・アネモネ）。
地質学上はオスロ地溝にあたり、コルソース山では菱長石斑岩がみられる。
市の総面積の3分の2近くを占める森林はスキー、ハイキング、釣りなどの屋外アクティビティの機会を提供する。これはマルカ（大オスロ外縁の森林地帯）の一部と考えられ、バールムスマルカ (Bærumsmarka) やヴェストマルカ (Vestmarka) 、クロークスコーゲン (Krokskogen) などに分かれている。
最高峰は標高552mのヴィドヴァングショイダ (Vidvangshøgda) 。最大の湖は0.42平方キロメートルのストヴィヴァトネト (Stovivatnet) である。

## 経済

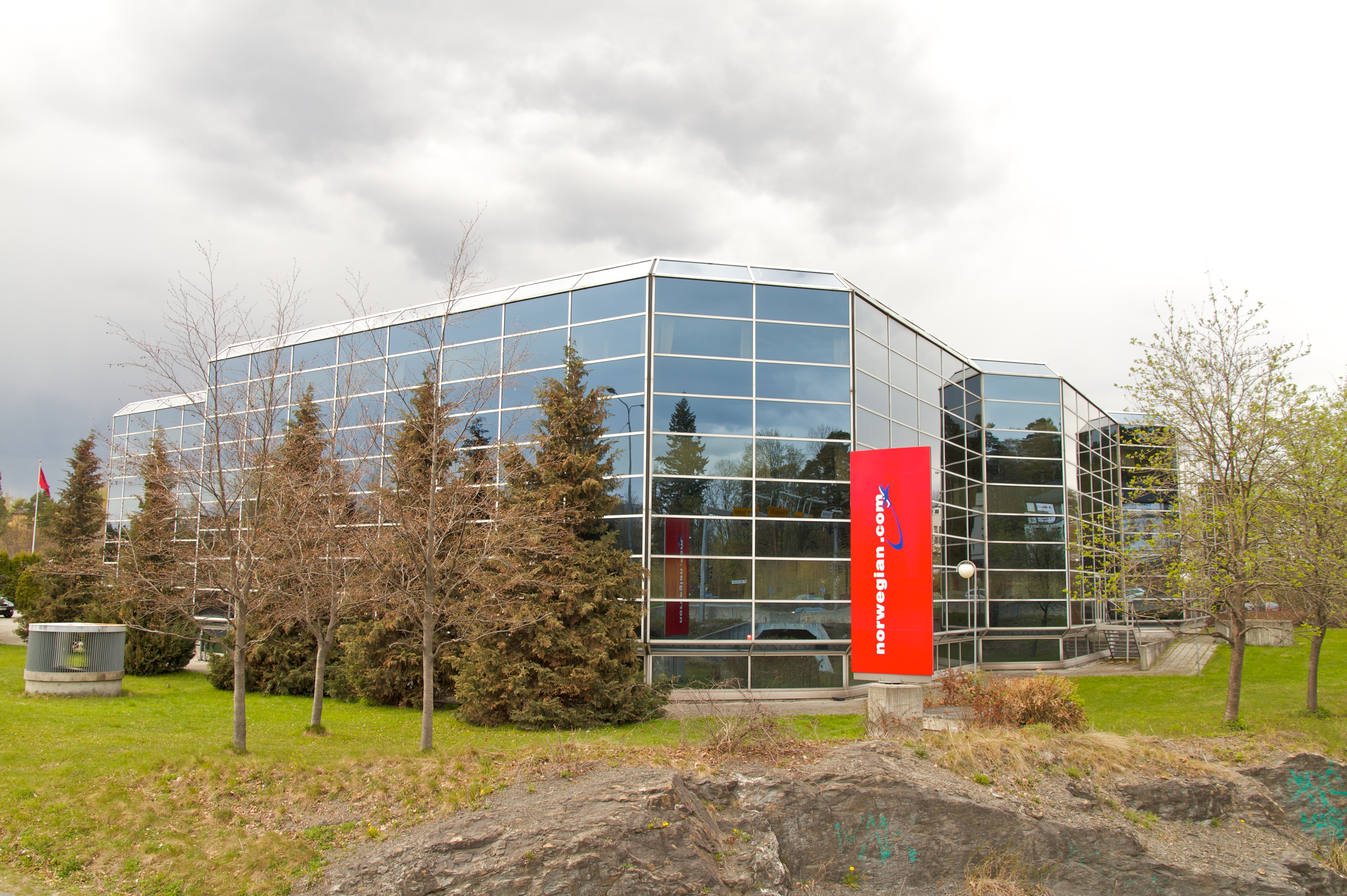
ノルウェー・エアシャトル本社

1950年代に建設された工業団地には小売、エンジニアリング、公共サービスなどのサービス業が入居する。市の税収はオスロのベッドタウンというその立地に大部分を依存している。
市内には国内でもっとも渋滞しやすい、E18とE16の各欧州自動車道路と鉄道が一路線通る。E18号沿線ではリュサケール地域を中心に最近数十年、オフィスビルの開発が続いており、オスロ中心部の負荷の削減に一役買っている。
スカンジナビア航空は市内のフォルネブ (Fornebu) に事務所を置く。ヴィデロー航空も市内に何か所かオフィスを展開している。フォルネブにはノルウェー・エアシャトル本社もある。

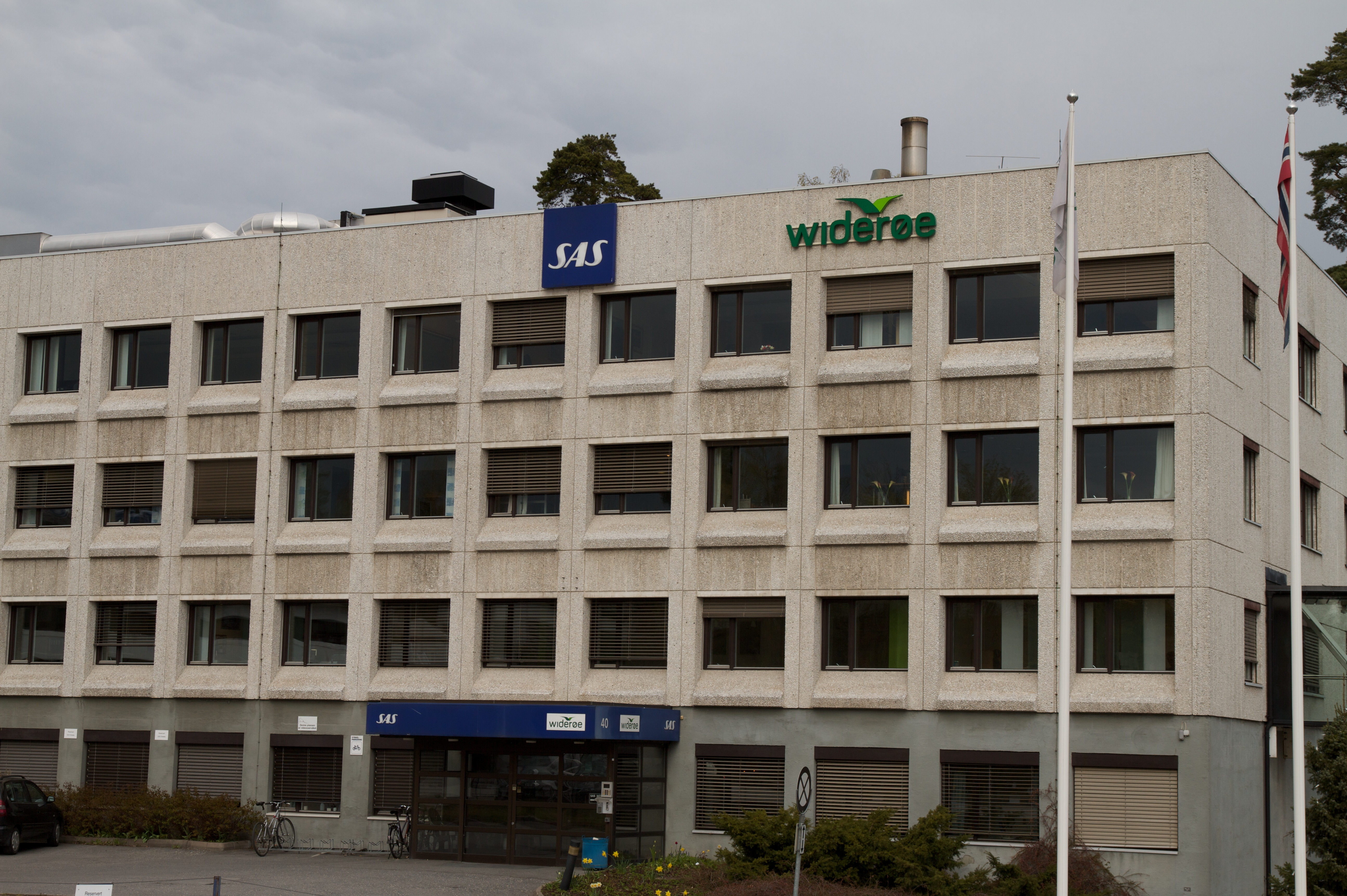
フォルネブにあるスカンジナビア航空ノルウェーとヴィデロー航空の事務所

フォルネブ空港にはチャーター航空機のパートネア (Partnair) の本社が入居している。かつてはビジー・ビー航空 (Busy Bee) やブラーテンズ (Braathens) 、SASブラーテンズも敷地内に本社を置いた。ノルウェー・エアシャトルは2010年、このもとブラーテンズのオフィスを購入した。

## 人口統計

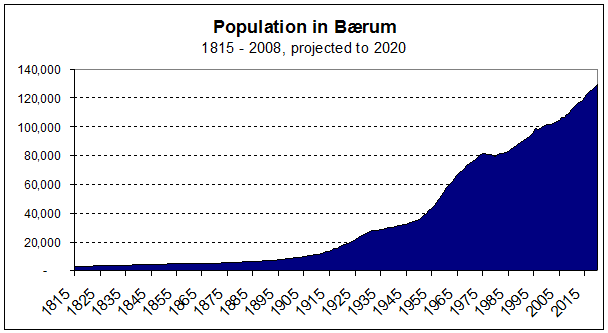
市の総人口の推移

2009年の時点で、バールムの人口密度は全国の市のなかで五番目に高い。住宅地はE18号沿いにオスロまで、ほとんど途切れなく続き、ひとつのコナベーションを形成している。
住民一人あたりの収入は37万800NOKで、国内平均の26万2800NOKと比べかなり高い。住民の教育レベルもトップクラスである。
標準語はブークモールが採用されている。
行政上、バールム市は22地区に分けられる。人口は2005年1月1日時点のものである。
| - エステロース＝アイクスマルカ (Østerås-Eiksmarka) - 3927人 - 北ホスレ (Hosle) - 2973人 - ヴォル (Voll) - 4896人 - グラーヴ (Grav) - 5624人 - 南ホスレ (Hosle) - 4677人 - ヤール (Jar) - 5793人 - リュサケール (Lysaker) - 3439人 - スナロヤ (Snarøya) - 2807人 - スタベック (Stabekk) - 6261人 - ホヴィク (Høvik) - 4172人 - ロケベルグ＝ブロンメンホルム (Løkeberg-Blommenholm) - 6863人 - ハスルム (Haslum) - 5286人 |  | - 東バルムスマルカ (Bærumsmarka) - 1936人 - サンドヴィーカ＝ヴァレル (Sandvika-Valler) - 4742人 - ヨン (Jong) - 2762人 - スレペンデン＝タヌム (Slependen-Tanum) - 7005人 - ドンシー＝ルド (Dønski-Rud) - 3186人 - コルソース (Kolsås) - 5185人 - リュッキン (Rykkinn) - 8971人 - チルケルド＝ソリホイダ (Kirkerud-Sollihøgda) - 3449人 - バールムス・ヴェルク (Bærums Verk) - 7565人 - ロンメダーレン (Lommedalen) - 3064人 - その他 - 107人 |

## スポーツ
市内を本拠地とするスポーツクラブに、サッカー国内1部（ティッペリーガ）のスターベクIFやバンディ国内1部のホヴィクIF (Høvik IF) とスタバクIF (Stabæk IF) がある。

## ゆかりの人物
- マッタ・ルイーセ王女（1971年 - ） ノルウェー王族
- フィン・アルナス（1932年 - 1991年） 作家
- トルゲール・バールドセト（1875年 - 1947年） 出版人
- ハリエット・バッケル（1845年 - 1932年） 画家
- ヘルマン・バン（1857年 - 1912年） デンマーク人の作家
- ヨー・ベンコウ（1924年 - ） 政治家
- グロ・ハーレム・ブルントラント（1939年 - ） 政治家、元首相
- ハンス・ペテル・ブラース（1975年 - ） アルペンスキー選手
- イヴォ・カプリーノ（1920年 - 2001年） 映画監督
- マグヌス・カールセン（1990年 - ） チェス選手
- ハラルド・アイア（1966年 - ） コメディアン
- ヴィクトル・エスベンセン（1881年 - 1942年） 水夫
- チェル・ハルビン（1934年 - 2004年） 作家
- チティ・ランゲ・チェランド（1845年 - 1932年） 画家
- クロード・モネ（1840年 - 1926年） 画家。1895年の冬、サンドヴィーカに2ヶ月滞在。
- フリチョフ・ナンセン（1861年 - 1930年） 探検家、科学者、政治家。ノーベル平和賞受賞。
- エイリッフ・ペーテシェン（1852年 - 1928年） 画家
- ヴェビョルン・サンド（1966年 - ） 芸術家
- ヤン・トーレ・サンネル（1965年 - ） 政治家
- アニータ・ショルガン（1958年 - ） 歌手
- ビヨーン・アイナール・ローモーレン（1981年 - ） スキージャンプ選手
- トム・ヒルデ（1987年 - ） スキージャンプ選手
- ハルチャラン・チャウラ（1926年 - 2001年） 作家
- エミリエ・ハーヴィ（1992年 - ） サッカー選手

## 姉妹都市
本節の出典は。
- フレゼリクスベア（デンマーク）[24]
- ハフナルフィヨルズゥル（アイスランド）
- ハメーンリンナ（フィンランド）
- タルトゥ（エストニア）
- ウプサラ（スウェーデン）